# Distrito de Villa Kintiarina
El Distrito peruano de Villa Kintiarina es uno de los quince distritos de la Provincia de La Convención, ubicada en el Departamento de Cusco,  bajo la administración el Gobierno regional del Cusco. Limita por el con los distritos de Kimbiri y de Echarati; por el este limita con el Echarati; por el sur, con el Distrito de Villa Virgen; y, por el oeste limita con los distritos de Anco y de Anchihuay, provincia de La Mar, departamento de Ayacucho
Desde el punto de vista jerárquico de la Iglesia católica forma parte de la Vicariato apostólico de Puerto Maldonado

## Historia
La comunidad de Villa Kintiarina fue creada como centro poblado del Distrito de Kimbiri, en el Valle de los ríos Apurímac y Ene (VRAE), en 1981.
El distrito fue creado mediante Ley 30349 del 14 de octubre de 2015 durante el gobierno del Presidente Ollanta Humala.
Durante los primeros años, la municipalidad distrital de Kimbiri era la encargada de la administración y prestación de servicios públicos, así como también del manejo de los recursos reasignados del distrito de Villa Kintiarina, en tanto se elijan e instalen nuevas autoridades.
El 10 de diciembre de 2017 se realizaron las primeras elecciones municipales distritales, siendo elegido Juan Luis Garcia Silva.

## Geografía
Villa Kintiarina, uno de los seis centros poblados de Kimbiri, es una zona rica por su producción de cacao.
Su capital es el poblado de Villa Kintiarina, situado a los  m s. n. m.

## Autoridades

### Municipales
- 2019 - 2022[5]
  - Alcalde: Orestes Llacctarimay Pillaca, de Autogobierno Ayllu.
  - Regidores:

  1. Vladimir Islachin Silva (Autogobierno Ayllu)
  2. Máximo Juárez Lago (Autogobierno Ayllu)
  3. Eda Vargas Rojas (Autogobierno Ayllu)
  4. Efraín Huaman Juan De Dios (Autogobierno Ayllu)
  5. Vladimir Oscar Mendieta Ramos (Restauración Nacional)

## Festividades
- Virgen Asunta.
- Santísima Cruz.